# Referendum w Islandii w 1944 roku
Referendum w sprawie przyszłości i ustroju politycznego Islandii odbyło się w dniach 20-23 maja 1944.
Głosujący odpowiadali niezależnie na dwa pytania:
1. Czy jesteś za zerwaniem unii z Danią?
2. Czy jesteś za przyjęciem nowej republikańskiej konstytucji?

Frekwencja wyborcza wyniosła 98,6%. 
| Zerwanie unii z Danią | Głosy  | %      |
| --------------------- | ------ | ------ |
| Za                    | 71 122 | 97,35% |
| Przeciw               | 377    | 0,52%  |
| Głos nieważny         | 1 559  | 2,13%  |
| Razem                 | 73 058 | 100%   |

| Nowa republikańska konstytucja | Głosy  | %      |
| ------------------------------ | ------ | ------ |
| Za                             | 69 435 | 95,04% |
| Przeciw                        | 1 051  | 1,44%  |
| Głos nieważny                  | 2 572  | 3,52%  |
| Razem                          | 73 058 | 100%   |

W rezultacie referendum przestało istnieć Królestwo Islandii. 17 czerwca 1944 Alþingi proklamował Republikę Islandii.